# Садиков, Максуд Ибнугаджарович
Максу́д Ибнугаджа́рович Сади́ков (Сады́ков; 16 марта 1963, Арчиб, Дагестанская АССР, СССР — 7 июня 2011, Махачкала, Дагестан, Россия) — российский общественный и религиозный деятель, ректор Института теологии и международных отношений (ныне — Дагестанский гуманитарный институт). Кандидат экономических наук, доктор философских наук, действительный член Международной академии информатизации, вице-президент Северокавказского центра исламского образования и науки.

## Биография
Родился в 1963 году в селе Арчиб, Чародинского района Дагестанской АССР. Окончил школу с золотой медалью.

### Образование
- 1981—1986 Московская сельскохозяйственная академия имени К. А. Тимирязева (МСХА). Специальность: экономист-организатор АПК.
- 1987—1990 Аспирантура при МСХА (кафедра экономики и управления АПК). Кандидатская диссертация на тему: «Совершенствование организационного механизма управления АПК в условиях перехода к рыночным отношениям».
- 1994—1996 Докторантура при Московском государственном университете им. М. В. Ломоносова (кафедра социальной философии). Докторская диссертация на тему: «Философские аспекты социального управления: российская государственность в условиях глобализации».
- 1998—2000 Академия народного хозяйства при Правительстве Российской Федерации (факультет руководящих работников органов государственной власти и местного самоуправления). Направление: государственная политика и государственное управление.
- 2003—2004 Открытый экологический университет при МГУ им. М. В. Ломоносова. Публичный образовательный проект «РИО+ЙОХАННЕСБУРГ».

## Штатная работа
- 1986−1987 Московская сельскохозяйственная академия имени К. А. Тимирязева: Стажер-исследователь
- 1991—1997 Высшая школа управления АПК при МСХА: Старший научный сотрудник научно-исследовательской лаборатории организации и управления отраслями народного хозяйства
- 1997—1999 Министерство национальной политики Российской Федерации: Начальник отдела по работе с территориальными органами (Департамент по проблемам федерализма, связям с субъектами Российской Федерации, органами местного самоуправления).
- 1999—2000 Министерство по делам федерации и национальностей Российской Федерации: Консультант Департамента местного самоуправления (Организационные и кадровые вопросы местного самоуправления)
- 2000—2002 Министерство по делам федерации, национальной и миграционной политики Российской Федерации: Советник Департамента по делам национальностей (Программное обеспечение социально-экономического развития национальностей)
- 2001—2003 НОУ ВПО «Духовно-гуманитарная академия» (г. Москва): Президент
- C 2003 НОУ ВПО «Институт теологии и религиоведения» (г. Махачкала): Ректор

### Общественно-политическая работа
- 1991—1994 Председатель профсоюзного комитета экономического факультета Московской сельскохозяйственной академии имени К. А. Тимирязева (МСХА).
- 1995—2004 Сопредседатель (1995—1998), председатель (1998—2004) Общероссийского политического общественного движения «Нур» («Свет»). Участник выборов в ГД ФС РФ.
- 1997—2000 Член политического консультативного Совета при Президенте Российской Федерации, зам. руководителя палаты внешнеполитической деятельности государства.
- 1998—1999 Руководитель Хадж-миссии России (организация паломничества российских мусульман).
- 2001—2002 Член Дирекции Президентской федеральной целевой программы развития социально-экономической и культурной базы возрождения российских немцев на 1997—2006 годы.
- 2002—2004 Руководитель ред. коллегии, соавтор научной энциклопедии «Имам Шамиль» (русско-английская версия).
- С 2003 Член учебно-методического объединения (УМО) по истории и теологии гуманитарных вузов России (при МГУ им. М. В. Ломоносова).

Был убит 7 июня 2011 года вместе с племянником Залимханом Мусаевым в Махачкале. На состоявшемся 5 июля во Владикавказе встрече с муфтиями Северного Кавказа, президент Дмитрий Медведев сообщил, что подписал указ о награждении Максуда Садикова Орденом Мужества.

## Награды
- Орден Мужества (посмертно, 11 июня 2011 года) — за мужество и самоотверженность, проявленные при исполнении гражданского долга[4]